# 渡辺憲吉
渡辺 憲吉（わたなべ けんきち、1954年〈昭和29年〉5月28日 - ）は、日本の俳優。血液型はO型。所属事務所はオフィススリーアイズ。

## 来歴・人物
宮城県出身。宮城県白石高等学校を経て、早稲田大学文学部ロシア文学科卒業。テアトル・エコー養成所、青年座研究所、吉祥寺ウィークエンドシアターを経てフリーの俳優となる。
1980年代から多数のテレビドラマや映画でバイプレイヤーを務める傍ら、『買物の時間』（テレビ東京）や『ぜひモノ』（TBS）などのテレビショッピングのナビゲーターとしても活動している。
強度の近視であり、普段はコンタクトレンズを使用しているが、2013年1月期に放送された『カラマーゾフの兄弟』（フジテレビ）では眼鏡を使用した。ピアノの演奏を趣味・特技とし、2019年に放送された『渡る世間は鬼ばかり 3時間スペシャル2019』（TBS）では「渡鬼おやじバンド」の一員としてキーボードを担当した。

## 出演

### テレビドラマ

#### NHK
- スキッと一心太助 第8・10・13・15話（1999年）
- 玩具の神様（1999年、NHK BS2）
- 茂七の事件簿 新ふしぎ草紙 第10話（2002年）
- 連続テレビ小説
  - どんど晴れ 第40・43話（2007年）
  - エール 第1話（2020年） - 教頭 役
  - おかえりモネ（2021年） - 町内会長 役
- 白洲次郎 第3話（2009年） - 長谷川元吉 役
- 行列48時間（2009年） - 田ノ上刑事 役
- ラストマネー -愛の値段-（2011年） - 北原秀司 役
- 真珠湾からの帰還 〜軍神と捕虜第一号〜（2011年）
- 火怨・北の英雄 アテルイ伝（2013年） - 伊佐西古 役
- 第二楽章（2013年）
- ガラスの家 第5話（2013年）
- 東京が戦場になった日（2014年）
- ダークスーツ（2014年） - 立浪薫 役
- 絆〜走れ奇跡の子馬〜（2017年） ‐ 佐久間徹也 役
- NHKスペシャル 未解決事件 「赤報隊事件」（2018年） - 小尻記者の父 役[4]
- ファーストラヴ（2020年、NHK BSプレミアム）

#### 日本テレビ
- 火曜サスペンス劇場
  - 「新・女検事 霞夕子4」（1995年）
  - 「盲人探偵・松永礼太郎6」（1996年）
- 世紀末の詩 第1話（1998年）
- 行け行けイケメン! 第11話（2000年）
- 彼女が死んじゃった。 第1話（2004年）
- ごくせん 第2シリーズ 第7話（2005年）
- 14才の母 第9・10話（2006年）
- 美丘-君がいた日々- 第3話（2010年） - 岸修三 役
- ドン★キホーテ（2011年） - 大森真治 役
- 家政婦のミタ 第5話（2011年） - 警察官 役
- 金曜スーパープライム 1000年後に残したい…報道映像
  - 再現ドラマ「日本がもっとも危なかった87時間」（2011年） - 清水正孝 役
- 雲の階段 第9話（2013年） - 杉原刑事 役
- Dr.倫太郎 第2話（2015年） - 内藤社長 役
- イノセンス 冤罪弁護士 第2話（2019年） ‐ 瀬波局長 役
- 人生が楽しくなる幸せの法則 Lesson5（2019年、読売テレビ制作）

#### TBS
- 長男の嫁 第7話（1994年）
- 人間・失格〜たとえばぼくが死んだら 第6話（1994年）
- 理想の結婚 第3話（1997年）
- オトナの男（1997年）
- エデンの東（1997年）
- 聖者の行進（1998年）
- 月曜ドラマスペシャル 「ミニパト婦警の事件簿2」（1998年）
- ビューティフルライフ〜ふたりでいた日々〜 第1話（2000年）
- 夢のカリフォルニア 第2話（2002年）
- 愛なんていらねえよ、夏 第4話（2002年）
- 真夜中の雨 第1話（2002年）
- 月曜ミステリー劇場 「真実を追う男1」（2002年） - 花村事務長 役
- GOOD LUCK!!（2003年）
- 刑事のまなざし 第10話（2013年12月9日） - 居酒屋店主 役
- 隠蔽捜査 第6話（2014年） - 芦田典久 役
- 家族狩り 第7話（2014年）
- Nのために 第4話（2014年） - 津嘉山弁護士 役
- コウノドリ 第1シリーズ 第2話（2015年） - 永井浩之の父 役
- 月曜ゴールデン 「松本清張サスペンス・影の地帯」（2015年） - 山川亮平 役
- リバース 第6・7話（2017年） ‐ 倉島刑事課長 役
- 中学聖日記（2018年） ‐ 末永聖の父 役
- 渡る世間は鬼ばかり 3時間スペシャル2019（2019年） - 谷村庄治 役
- 石子と羽男-そんなコトで訴えます?- 第8話（2022年） - 裁判長 役
- 明日、私は誰かのカノジョ Season2 第4話（2023年、MBS制作）
- 海に眠るダイヤモンド（2024年） - 廣田 役[5]

#### フジテレビ
- 月曜ドラマランド 「スケバン保母さん ツッパリ風雲録」（1987年）
- 世にも奇妙な物語
  - 世にも奇妙な物語 冬の特別編 「ルナティック・ラブ」（1994年） - キャスター 役
  - 世にも奇妙な物語 秋の特別編 「黄色が恐い」（1998年） - 部長 役
  - 世にも奇妙な物語 春の特別編 「時間のない街」（1999年） - ドライバー 役
  - 世にも奇妙な物語 冬の特別編 「ああ祖国よ」（2024年） - 首相 役
- この愛に生きて 第7話（1994年）
- お金がない! 第7話（1994年）
- 木曜の怪談 「午前0時の血」（1995年）
- ロングバケーション 第7話（1996年）
- 太陽がいっぱい 第7話（1998年）
- 金曜エンタテイメント
  - 「お気らく主婦の豪華エステリゾート殺人事件」（1998年）
  - 「女検死官」（2000年）
  - 「熱き夢の日〜2002年ワールドカップを招致した男たち〜」（2004年） - 小倉純二 役
- ショムニ 第1シリーズ 第10話（1998年）
- ハッピー・マニア 第11・12話（1998年）
- タブロイド 第1話（1998年）
- リング〜最終章〜 第1・2・4話（1999年）
- 救命病棟24時 第1シリーズ 第12話（1999年）
- 古畑任三郎 3rd Season 第10・11話（1999年） - 神保管制官 役
- 二千年の恋 第1話（2000年）
- 愛をください 第8話（2000年）
- ルーキー!（2001年） - 浜口社長 役
- ビッグマネー!〜浮世の沙汰は株しだい〜 第1話（2002年）
- 恋愛偏差値（2002年） - 前田武男 役
- 薔薇の十字架 第10話（2002年）
- 白い巨塔（2003年） - 葉山優夫 役
- 顔（2003年） - 臼井久夫 役
- ほんとにあった怖い話 「最後の買い物」（2004年） - 牧山和夫 役
- WATER BOYS2 第11話（2004年）
- めだか 第1話（2004年）
- 翼の折れた天使たち 第4夜「商品」（2007年）
- CHANGE 第9話（2008年） - 下山三郎 役
- 土曜プレミアム
  - 上地雄輔ひまわり物語（2009年）
  - シバトラ〜童顔刑事!史上最大の危機スペシャル〜（2009年）
- アタシんちの男子 第2話（2009年）
- 任侠ヘルパー 第11話（2009年）
- 不毛地帯（2009年） - 医師 役
- コード・ブルー -ドクターヘリ緊急救命- 2nd season 第2回（2010年） - 北山治 役
- 絶対零度〜未解決事件特命捜査〜 Season1 Case.01（2010年） - 木村行信 役
- パーフェクト・リポート 第2話（2010年） - 砂山記者 役
- 蜜の味〜A Taste Of Honey〜 第8・9話（2011年） - 黒沢哲也 役
- 金曜プレステージ 「森村誠一 女のサスペンス マリッジ」（2012年） - 高見沢淳 役
- ゴーイング マイ ホーム 第6・8話（2012年、関西テレビ制作） - 川嶋 役
- カラマーゾフの兄弟（2013年） - 小栗晃一 役
- ファースト・クラス 第4話（2014年）
- ふなっしー探偵（2016年） - 島谷源太 役
- 金曜プレミアム 「女医・倉石祥子4」（2016年） ‐ 内村部長 役
- 櫻子さんの足下には死体が埋まっている（2017年） ‐ 杉森重男 役[6]
- SUITS/スーツ 第4話（2018年）  - 福原太一 役
- 大誘拐2018（2018年、東海テレビ制作） - 安西順 役

#### テレビ朝日
- 土曜ワイド劇場
  - 「Xマスには死化粧を! 光の国のアリス連続殺人」（1989年）
  - 「科学捜査研究所・文書鑑定の女2」（2004年） - 吉田克己 役
  - 「交渉人」（2005年）
- 未来戦隊タイムレンジャー Case File 33（2001年） - 桜井久志 役
- 松本清張没後10年記念・張込み（2002年）
- 眠れぬ夜を抱いて 第3話（2002年）
- 黒革の手帳 第7話（2004年）
- おばあさんの反乱 遺産はだれのモノ?（2005年）
- 相棒
  - 相棒 Season4 第14話「アゲハ蝶」（2006年） - 野口史明 役
  - 相棒 Season5 第16話「イエスタデイ」（2007年） - 木下昭夫 役
  - 相棒 Season10 第16話「宣誓」（2012年） - 安達和真 役
- 下北サンデーズ 第8話（2006年）
- サラリーマン金太郎（2008年） - 岩井武 役
- 警官の血（2009年） - 内山健吾 役
- 秘密（2010年）
- おみやさん 第9シリーズ 第3話（2012年） - 伊部太一 役
- ボーイズ・オン・ザ・ラン 第9話（2012年）
- 遺留捜査スペシャル1（2013年） - 山崎始 役
- TEAM -警視庁特別犯罪捜査本部- 第3話（2014年） - 長部雄一 役
- はじめまして、愛しています。 第7話（2016年） - 児童相談所職員 役

#### テレビ東京
- 刑事追う! 第2話（1996年）
- 貯まる女 第4・6話（2000年）
- 水曜ミステリー9 「監察医・篠宮葉月 死体は語る」（2013年） - 坂口交通係長 役
- ヘッドハンター 第2話（2018年） - 吉本 役
- 警視庁ゼロ係〜生活安全課なんでも相談室〜 第5シリーズ 第8話（2021年） ‐ 矢島明 役
- らせんの迷宮〜DNA科学捜査〜 第4話（2021年11月5日）

#### WOWOW
- 恋愛小説（2004年） - 酒井浩司 役
- 贖罪 （2012年）
- ヒトリシズカ（2012年） - 向井刑事 役
- 死の臓器（2015年） - 奥村貢 役
- 海に降る（2015年）
- オペレーションZ 〜日本破滅、待ったなし〜（2019年）
- フィクサー Season3 第1・5話（2023年） - 下田 役

#### BSJapanext
- ∞ゾッキ シリーズ「見張り台」（2022年5月22日、BSJapanext） - ベテラン監視員 役[7]

#### Netflix
- 今際の国のアリス 第1・2話（2020年） - 司祭 役

### 映画
- 約束（2001年）
- ピーカン夫婦（2005年）
- 七人の弔（2005年）
- 叫（2006年） - 資料係 役
- アルゼンチンババア（2007年） - 伊勢賢二 役
- 神童（2007年） - 橋本教授 役
- HERO（2007年）
- さまよう刃（2009年）
- 交渉人 THE MOVIE タイムリミット高度10,000mの頭脳戦（2010年）
- GANTZ（2011年）
- ストロベリーナイト（2013年）
- 海賊とよばれた男（2016年）
- 吉田類の「今宵、ほろ酔い酒場で」（2017年）
- アウトレイジ 最終章（2017年）
- ビジランテ（2017年）
- コーヒーが冷めないうちに（2018年）
- 家族のはなし（2018年） - 鈴木 役
- レディ in ホワイト（2018年）[8]
- 女の機嫌の直し方（2019年）
- 奥様は、取り扱い注意（2021年） - 校長 役
- キングダム 運命の炎（2023年） - 村民 役
- あんのこと（2024年）

### CM
- 東京三菱銀行 「住宅ローン」（津田寛治らと共演）